# Надіївка (Голованівський район)
Надіївка (до 2025 — Надеждівка) — село в Голованівській громаді Голованівського району Кіровоградської області України. Населення становить 140 осіб.

## Історія
05 червня 2025 року відповідно до Постанови Верховної Ради України № 4483-IX село Надеждівка було перейменовано на село Надіївка. Постанова набула чинності 18 червня 2025 року.

## Населення
Згідно з переписом УРСР 1989 року чисельність наявного населення села становила 135 осіб, з яких 51 чоловік та 84 жінки.
За переписом населення України 2001 року в селі мешкало 140 осіб.

### Мова
Розподіл населення за рідною мовою за даними перепису 2001 року:
| Мова       | Відсоток |
| ---------- | -------- |
| українська | 97,14 %  |
| російська  | 2,86 %   |

## Відомі уродженці
- Лановенко Марко Трохимович (1912—2005) — льотчик, Герой Радянського Союзу.